# Metro d'Atenes
El Metro d'Atenes (en grec Μετρό Αθηνάς, Metró Athinás) és el sistema de ferrocarril subterrani de transport públic d'Atenes, Grècia. Compta amb un total de 64 estacions (i 6 en construcció) i 85 km de via en servei.
Fou construït per la companyia del metro d'Attikó (Αττικό Μετρό) i la companyia SAP (Σιδηρόδρομοι Αθηνών-Πειραιώς, Ferrocarrils d'Atenes a El Pireu).

## Història
La línia 1 del metro fou inaugurada el 27 de febrer de 1869. No era un metro convencional, era un tren de vapor que connectava Atenes i El Pireu i era operat per la Companyia de Ferrocarrils d'Atenes i El Pireu. La línia es va electrificar l'any 1904 i la companyia operadora la va re-anomenar com a Ferrocarril Elèctric SA d'Atenes a El Pireu l'any 1976. Avui dia, la línia 1 també es coneix com "la verda" o "l'elèctric".
La construcció de les líníes 2 i 3 del metro va començar el novembre de 1991 per a disminuir la congestió del trànsit i netejar l'ambient reduint els nivells de fum i pol·lució d'Atenes. L'any 1997, va començar la construcció entre les estacions de Syntagma i de Panepistimio. Es temia la possibilitat d'un ensorrament de l'Avinguda Panepistimio (Universitat) per culpa del túnel, llavors es va decidir suspendre la construcció. Més tard es va aconseguir tapar les escletxes i forats per a continuar-ne la construcció.
La línia 2 es coneix com "la vermella" i es va inaugurar l'any 2000 amb motiu de la celebració dels Jocs Olímpics del 2004.
La línia 3, es coneix com "la blava" i es va inaugurar l'any 2005.

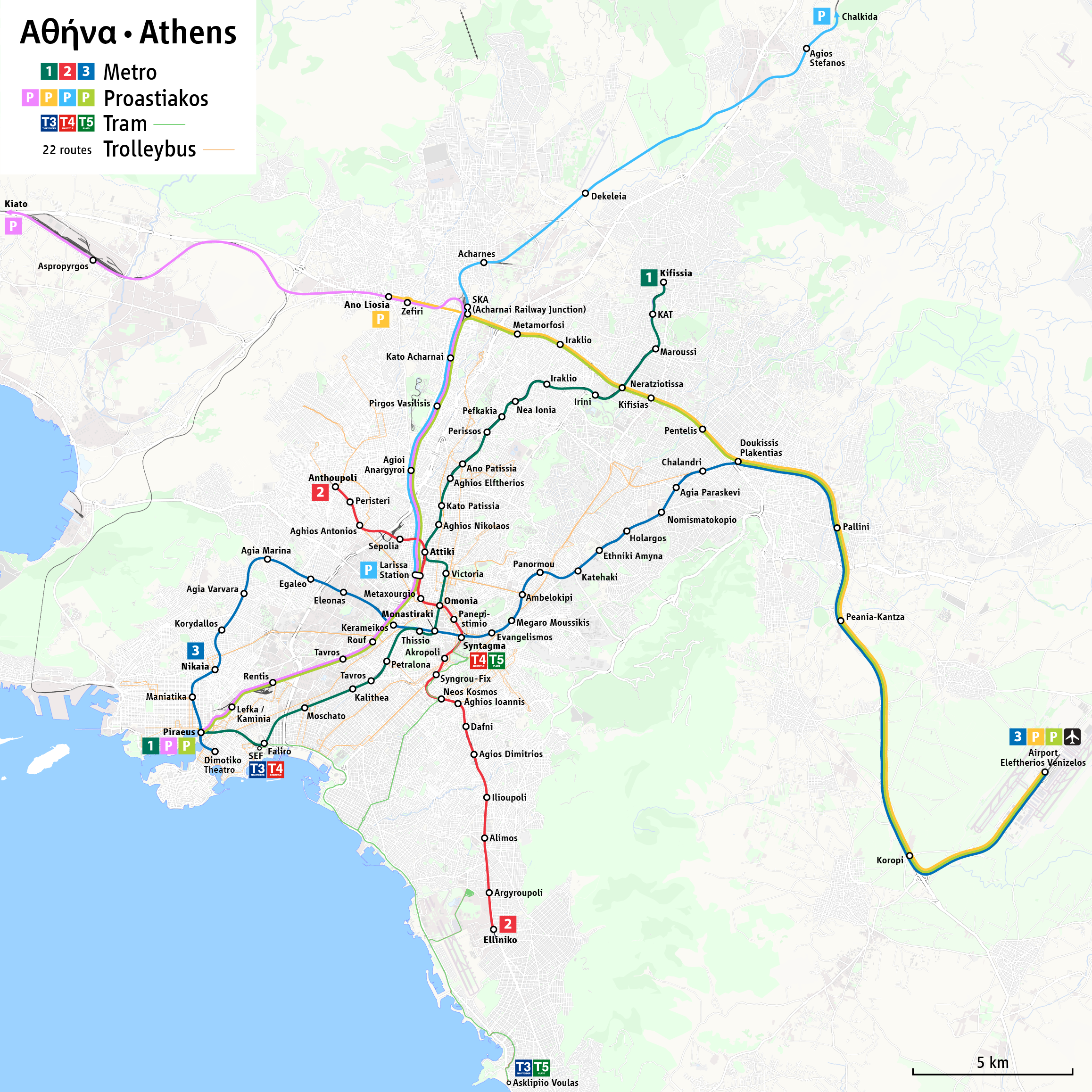
Xarxa de metro d'Atenes

## Línies
| Línia | Línia | Color   | Ruta                     | Inauguració | Longitud | Estacions |
| ----- | ----- | ------- | ------------------------ | ----------- | -------- | --------- |
|       | 1     | Verd    | El Pireu ↔ Kifisiá       | 1904        | 25,7 km  | 24        |
|       | 2     | Vermell | Anthoupoli ↔ Elliniko    | 2000        | 17,5 km  | 20        |
|       | 3     | Blau    | Agia Marina ↔ Aerodromio | 2005        | 35 km    | 21        |